# رينيه ريبرز
رينيه ريبرز (بالهولندية: René Pijpers)‏ (مواليد 15 سبتمبر 1917) هو لاعب كرة قدم. يلعب مع منتخب هولندا لكرة القدم. سبق له أن لعب في كأس العالم لكرة القدم مع منتخب بلاده.

## روابط خارجية
- رينيه ريبرز على موقع الاتحاد الدولي (مؤرشف)  (الإنجليزية)
- رينيه ريبرز على موقع Soccerway.com (الإنجليزية)
- رينيه ريبرز على موقع عالم كرة القدم.نت (الإنجليزية)